# Victoria Wood
Victoria Wood CBE (Bury, Lancashire, 19 de maio de 1953 — 20 de abril de 2016) foi uma comediante, atriz, cantora, compositora, roteirista e diretora inglesa.
Victoria Wood ganhou dois prêmios Bafta em 2006, por escrever e atuar no drama Housewife, 49. Além de escritora, atriz e comediante, ela também trabalhava como diretora de televisão. A atriz, que ficou famosa por interpretar Bren na série Dinnerladies, entre 1998 e 2000, faleceu em 20 de abril de 2016 aos 62 anos em decorrência de câncer.